# 카피 온 라이트
카피 온 라이트(copy-on-write, COW, 쓰기 시 복사) 또는 암시적 공유(implicit sharing), 섀도잉(shadowing)은 공유 데이터를 효율적으로 관리하기 위해 프로그래밍에 사용되는 리소스 관리 기술이다. 여러 프로그램에서 데이터를 사용할 때 바로 복사하는 것이 아니라, 수정을 시도할 때까지 동일한 데이터를 프로그램 간에 공유한다. 변경 사항이 없으면 개인 복사본이 생성되지 않아 리소스가 절약된다. 복사본은 필요한 경우에만 만들어지므로 수정이 발생할 때 각 프로그램이 자체 버전을 갖게 된다. 이 기술은 일반적으로 메모리, 파일 및 데이터 구조에 적용된다.

## 같이 보기
- 플라이웨이트 패턴
- 메모리 관리
- 웨어 레벨링